# 副密码子
副密码子（英語：Paracodon）是tRNA上的一个信号结构，决定氨酰-tRNA合成酶给tRNA接附什么种类的氨基酸。它比密码子和反密码子更加古老。
副密码子与反密码子不同，也不在反密码子处。

## 研究历史
1986年，Normanly等人置换了tRNA^Leu的12个核苷酸，但没有置换反密码子。结果tRNA^Leu变成了tRNA^Ser。证明了副密码子决定接附的氨基酸。
1988年，侯雅明与Schimmel对tRNA^Ala进行28种突变研究，发现副密码子可能有位于氨基酸接受臂G3:U70位置中。

## 特征
- 副密码子是一种结构。这使其更利于氨酰-tRNA合成酶识别。
- 同工受体tRNA的副密码子有相同的结构。